# Batalla de Araviana (1359)
La batalla de Araviana enfrentó el 22 de septiembre de 1359 a tropas del rey castellano Pedro I el Cruel frente a las del rey aragonés Pedro el Ceremonioso. La batalla, librada a los pies del Moncayo (Soria), se zanjó como la primera victoria aragonesa durante la guerra de los Dos Pedros.

## Antecedentes
A mediados de 1359 la guerra de los Dos Pedros se estaba saldando con una superioridad manifiesta de las tropas castellanas, tanto por tierra como por mar. Al inicio del conflicto Enrique de Trastámara había sido premiado con la Capitanía por el rey de Aragón, con la esperanza de atraer a todos los nobles castellanos contrarios a su rey. Pero en estos momentos Enrique estaba siendo ampliamente cuestionado por los aragoneses porque en tres años aún no había conseguido ni una victoria.
El Trastámara decidió jugársela en una operación que le devolviese el prestigio perdido y decide invadir Castilla por la frontera de Ágreda.

## La batalla
Al mando de los aragoneses iba Enrique de Trastámara, acompañado por su hermano Tello, y los caballeros aragoneses de la casa de Luna don Pedro de Luna, Juan Martínez de Luna y fray Artal de Luna, entre otros. Después de arrasar Ólvega les salió al paso el ejército del rey castellano, al mando del valido Juan Fernández de Hinestrosa y por Fernando de Castro, que mandaban las guarniciones de Almazán y Gómara.
El combate tuvo lugar en Araviana, junto al monte Moncayo, resultando una amplia victoria para las tropas aragonesas. De entre las muertes castellanas, destacó la del propio valido Juan Fernández de Hinestrosa. La hueste castellana sufrió unas 300 bajas y la deserción de algunos mandos del ejército, temerosos de la reacción de Pedro I ante la derrota.

## Consecuencias
En el aspecto militar no tuvo mayores consecuencias porque la gran superioridad castellana permitió a Pedro I reorganizar rápidamente sus fuerzas de frontera, mientras que el rey aragonés, por temor a una acometida del potente ejército castellano, no aprovechó la ventaja momentánea que le daba la victoria y prefirió mantener sus posiciones en torno a Tarazona.
Donde sí que tuvo importantes consecuencias fue en la moral castellana. No por la derrota en sí, sino por la desaparición del hombre fuerte del reino, Juan Fernández de Hinestrosa, que era el único que contaba con la total confianza de Pedro I. El rey pasó los siguientes meses buscando culpables de la derrota y muerte de su valido, sin saber ocupar los cargos importantes del gobierno que habían quedado vacantes. A partir de este momento el gobierno castellano entró en una fase de inoperancia administrativa.
Por otra parte, muchos nobles fieles hasta ese momento a Pedro I, temían que el rey les señalase como culpables de la derrota y comenzó un constante goteo de nobles a engrosar las filas de los rebeldes exiliados en Aragón. No era un movimiento por falta de fidelidad al rey, sino por temor a los frecuentes ataques de ira del rey que siempre finalizaban con múltiples asesinatos. De esta forma, Pedro I aún se hacía más suspicaz por las deserciones, agravándose aún más el número de nobles que se exiliaban, hasta llegar a una completa "descomposición interna" del reino.